# جون أندرو مارا
جون أندرو مارا هو سياسي كندي، ولد في 21 يوليو 1840، وتوفي في 11 فبراير 1920. نشط حزبياً في حزب كندا المحافظ. وقد انتخب عضو مجلس العموم الكندي.